# تيزي الاربعاء (آيت سعدلي لوطا)
تيزي الأربعاء هو دُوَّار يقع بجماعة أبادو، إقليم الحوز، جهة مراكش آسفي في المملكة المغربية. ينتمي الدوّار لمشيخة آيت سعدلي لوطا التي تضم 21 دوار. يقدر عدد سكانه بـ 93 نسمة حسب الإحصاء الرسمي للسكان والسكنى لسنة 2004.

## روابط خارجية
- البوابة الوطنية للجماعات الترابية نسخة محفوظة 12 مارس 2018 على موقع واي باك مشين.
- المندوبية السامية للتخطيط